# رقوءة تيمورية
رقوءة تيمورية (الاسم العلمي:Ischaemum timorense) هي نوع من النباتات يتبع جنس الرقوءة من الفصيلة النجيلية.